# Bialy

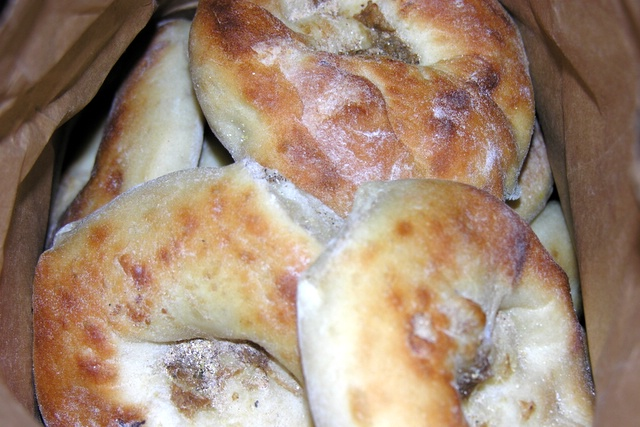
Bialy

Bialy, Bialys, biały (jid. ביאַליסטאָקער קוכען - bialystoker Kuchen, ciasto białostockie) – rodzaj małej bułki, wywodzącej się z polsko-żydowskiej kuchni okolic Białegostoku. Ma zwykle szerokość około 15 cm, jest drożdżowym pieczywem podobnym do bajgla. W odróżnieniu od wyrobu bajgli, które gotuje się przed pieczeniem, białe są pieczone od razu. W środku bułki formuje się wgłębienie, w którym przed pieczeniem umieszcza się – w zależności od przepisu – krojoną cebulę, mak lub podsmażaną bułkę tartą. 
Nazwa jest skróconą wersją bialystoker Kuchen - określenia w języku jidysz oznaczającego ciasto białostockie. Białe stały się popularne w USA, gdzie sprzedawali je w swoich piekarniach żydowscy imigranci z Białegostoku. W początkach XX wieku sprzedawano je wyłącznie w Nowym Jorku, w następnych latach stały się popularne również w innych miastach USA.
W 2020 r. został zarejestrowany przez Łukasza i Jacka Nazarko na Liście Produktów Tradycyjnych Ministra Rolnictwa i Rozwoju Wsi.